# Peter Maurer
Peter Maurer (Thun, Suiza, 1956) es un diplomático suizo, presidente del Comité Internacional de la Cruz Roja (CICR), desde 2012, y miembro de la junta directiva del Foro Económico Mundial, desde 2014.

## Biografía
Peter Maurer nació en 1956 en Thun, en el cantón suizo de Berna. Estudió historia y derecho internacional en la Universidad de Berna, consiguiendo el doctorado.
En 1987, Maurer entró a formar parte del Departamento Federal de Asuntos Exteriores de Suiza. Realizó diversas funciones en Berna y en Pretoria, y en 1996 fue trasladado a Nueva York como primer colaborador de la misión diplomática de Suiza en la Organización de las Naciones Unidas. En 2000 regresó a Berna, donde fue nombrado embajador y jefe de la División de Seguridad Humana en la Dirección Política de Asuntos Exteriores.
En 2004 Maurer fue nombrado embajador de Suiza ante la Organización de las Naciones Unidas, y en junio de 2009, la Asamblea General de las Naciones Unidas lo eligió para presidir la Quinta Comisión de las Naciones Unidas, encargada de los asuntos administrativos y presupuestarios. Además fue elegido presidente de la Configuración encargada de Burundi de la Comisión de Consolidación de la Paz de las Naciones Unidas.
En enero de 2010 fue nombrado por el Consejo Federal de Suiza secretario de Estado del Departamento Federal de Asuntos Exteriores, responsable de la gestión y coordinador de la diplomacia suiza en el extranjero, cargo que conservaría hasta su elección como presidente del CICR.
El 1 de julio de 2012 Maurer se convirtió en presidente del Comité Internacional de la Cruz Roja, en sustitución de Jakob Kellenberger.
Desde noviembre de 2014 es también miembro de la junta directiva del Foro Económico Mundial.